# Covey T. Oliver
Covey Thomas Oliver (Laredo, 21 de abril de 1913-Easton, 22 de febrero de 2007) fue un diplomático y profesor de derecho estadounidense. Fue embajador en Colombia entre 1964 y 1966, y Secretario de Estado Adjunto para Asuntos Interamericanos de 1967 a 1968.

## Biografía

### Primeros años
Nació en Laredo (Texas), el 21 de abril de 1913. Asistió a la Escuela de Derecho de la Universidad de Texas, graduándose en 1936.

### Carrera
Al graduarse, comenzó a dar clases en la Facultad de Derecho de la Universidad de Texas, pero su trabajo fue interrumpido en 1939 debido a la Segunda Guerra Mundial. Se mudó a Washington D. C. para unirse a la Junta de Guerra Económica. Allí sirvió en España, donde fue responsable de comprar materias primas para mantenerlas fuera de las manos enemigas.
Dejó el Departamento de Estado de los Estados Unidos en 1949, convirtiéndose en profesor de derecho internacional en la Facultad de Derecho de la Universidad de California en Berkeley. Mientras daba clases en Berkeley, también realizaba un doctorado en la Facultad de Derecho de Columbia. Enseñó en Berkeley hasta 1956 cuando se unió a la Facultad de Derecho de la Universidad de Pensilvania.
En 1962, el presidente John F. Kennedy lo designó para el Comité Jurídico Interamericano de la Organización de los Estados Americanos. En 1964, el presidente Lyndon B. Johnson lo nominó como embajador de los Estados Unidos en Colombia y posteriormente desempeñó este cargo desde el 13 de agosto de 1964 hasta el 29 de agosto de 1966. Posteriormente lo nominó como Secretario de Estado Adjunto para Asuntos Interamericanos, ocupando este cargo desde el 1 de julio de 1967 hasta el 31 de diciembre de 1968, sirviendo simultáneamente como director de la Alianza para el Progreso. En julio de 1968 Oliver declaró que "hablar de precios justos en la actualidad es un concepto medieval. Estamos en plena época de la libre comercialización".

### Años posteriores y fallecimiento
Dejó el servicio público en 1969 y regresó a la Facultad de Derecho de la Universidad de Pensilvania. A lo largo de su carrera, abogó por la adhesión de los Estados Unidos al derecho internacional, la Carta de las Naciones Unidas y la Corte Internacional de Justicia. Dio clases en la Facultad de Derecho de la Universidad de Pensilvania hasta su jubilación en 1978, sirviendo brevemente como decano interino de la facultad de derecho en 1978.
Después de su retiro, durante tres años, enseñó en la Universidad Rice en Houston (Texas). Luego se desempeñó como profesor visitante en la American University y fue editor del American Journal of International Law. Fue miembro del Council on Foreign Relations, el American Law Institute, Phi Beta Kappa y la Orden del Coif.
Pasó el resto de su vida en Inverness (California) y Easton (Maryland). Murió en su casa en Easton el 22 de febrero de 2007.